# コンテンツフィルタリング

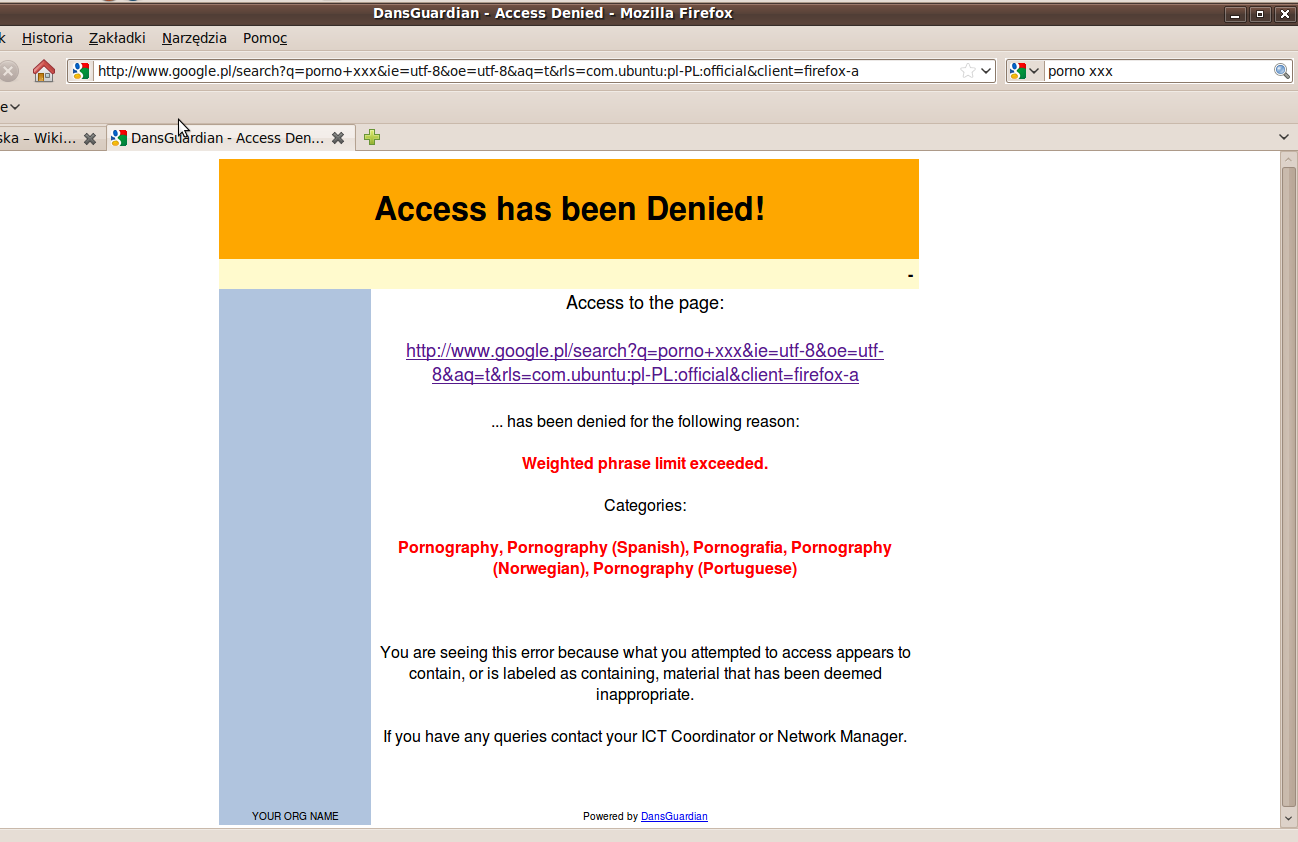
DansGuardian software - STOP pornograpny

コンテンツフィルタリング(contents filtering)は、インターネット等を通じて出入りする情報を監視し、コンテンツ（内容）に問題があれば接続を拒否・遮断する技術である。インターネットフィルタリング(internet filtering)ともいう。
ソフトウェアをクライアントにインストールしたり、プロキシサーバーでフィルタリングを行ってコンテンツフィルタリングを実施する。
なお、コンテンツをフィルタリング（書き換え）することで安全・快適な接続を可能にする技術もコンテンツフィルタリングと呼ばれるが、それらはここでは扱わない。Proxomitron等を参照。ただし、ここで述べるようなソフトやサービスの一環として、そのような機能も持っていることはある。

## 目的
基本的に、インターネット利用者とは別の、管理すべき立場にいるものによってなされる。
- 青少年保護→フィルタリング
- 言論統制→ネット検閲
- 職場・学校などでの私的なネット利用の規制
- メールや掲示板などでの情報漏洩防止
- インターネット・セキュリティの向上

## 対象
- 不都合な内容が書かれたサイト。アダルトサイト（ポルノ画像、出会い系サイト、アダルトショップ）、ギャンブル、自殺サイトなど。
- 契約・商取引等が可能なサイト。キャッシング、ネットショッピングなど。
- 交流やコミュニケーションがなされるサイト。掲示板、SNS、チャットなど。
- 情報発信が可能なサイト。先に述べたほか、アップローダー、フリーメールサービスなど。
- セキュリティ上問題のあるサイト。ウイルスを含むサイト、ブラウザクラッシャーなど。

## 技術
フィルタリングの技術は大きく、
- URLフィルタリング
- 動的コンテンツフィルタリング

に分けられる。

### URLフィルタリング
事前にサービス事業者等が内容をチェックして、接続していいサイト・悪いサイト等をリストアップし、接続時にはURLだけで判断する。
レイティング方式
ウェブページの安全性を格付けし、その情報を元に遮断する対象を取捨選択する。第三者によりデータベースに安全かどうかの情報を蓄積する方法と、サイトの管理者がWebページのMETAタグに安全かどうかを記述するセルフレイティング方式の2種類に分類される。
ブラックリスト方式
問題のあるサイトを登録し、それ以外のサイトを無条件的に許可する方式である。この方法だと問題のないサイトを誤って遮断する確率が下がる反面、不都合なサイトも登録されていないものは遮断できないという問題もある。実用性では最も高いため、採用企業が多い。
ホワイトリスト方式
問題のないサイトのみを登録し、それ以外を無条件的に遮断する。この方法だと確実に不都合なサイトを遮断できる反面、利用可能なサイトがかなり限定される。携帯電話の場合は、携帯電話各社が認めた公式サイトであり、かつ限定したカテゴリーに属するサイト以外へのアクセスを、ゲートウェイ上で遮断しており、非公式サイト（勝手サイト）は全て遮断されてしまうという問題がある。実用性から採用企業はブラックリスト方式よりも少ない。

### 動的コンテンツフィルタリング
ページの内容からリアルタイムに判断する。掲示板など動的に内容が変化するサイトのフィルタリングが可能である。URLフィルタリングと併用されることも多い。ページのコンテンツを判断してアクセスするため、比較的確実性は高い。
ベイジアンフィルタ等の高度な技術を使えばきめ細かなフィルタリングができるが、素朴なアンド/オア論理では、URLフィルタリングと同様に過剰なフィルタリングが起こりやすい。たとえばキッズgooでは、本文もしくはmetaタグに「萌え」が含まれているだけで「有害」扱いされる。

## インターネット広告のフィルタリング
インターネット広告のブロックについては、サードパーティ・クッキーの拒否をウェブブラウザで設定するほか、アドブロック関連の拡張機能の導入や、hostsファイルの編集などの方法がある。

## 電子メールのフィルタリング
電子メールアドレスによる発信・受信規制、ウイルスやスパムの検出・隔離、機密情報を含むメールの発信規制などがある。

## ソフトウェアとサービス
各種コンテンツフィルタリングソフトが販売や頒布され、アンチウイルスソフト、メーラなどもフィルタリング機能を有し、プロバイダもフィルタリングを施し、財団法人インターネット協会が製品やサービスの一覧を提供している。

### フィルタリングソフト
- i-フィルター（デジタルアーツ）
- InterSafe（アルプスシステムインテグレーション）
- サイトアンパイア（アルプスシステムインテグレーション）

### フィルタリング機能を持つソフト
- ウイルスバスター2010 トレンド フレックス セキュリティ

### プロバイダによるサービス
日本では青少年インターネット環境整備法が施行され、携帯電話接続業者やプロバイダが青少年利用者向けにフィルタリングサービスを提供している。